# Falsexocentrus rondoni
Falsexocentrus rondoni är en skalbaggsart som beskrevs av Stefan von Breuning 1968. Falsexocentrus rondoni ingår i släktet Falsexocentrus och familjen långhorningar.
Artens utbredningsområde är Laos. Inga underarter finns listade i Catalogue of Life.